# 茨城県立並木高等学校
茨城県立並木高等学校（いばらきけんりつなみきこうとうがっこう）は、茨城県つくば市並木四丁目に所在した県立高等学校である。

## 概要
県の主導ではなく地元住民の署名運動などの要望を受けて開校した。筑波研究学園都市東南に位置し、周辺には産業技術総合研究所や筑波宇宙センターなどの研究機関がある。学力向上の取り組みとして、土曜授業、早朝課外、夏期・冬期課外などを実施している。
2006年2月、県立高等学校再編整備の後期実施計画に組み込まれ、2008年度にパイロットスクールとして中等教育学校を併設開校。2011年度には高校募集を停止し、2013年3月に茨城県立並木中等教育学校への完全移行に伴い閉校した。

## 沿革
- 1980年11月13日 - 茨城県立並木高等学校（仮称）設置について茨城県議会へ陳情
- 1981年7月16日 - 茨城県立並木高等学校（仮称）誘致について茨城県知事、教育長へ陳情
- 1983年10月8日 - 茨城県立竹園高等学校に準備室を開設
- 1984年4月7日 - 第1回入学式を挙行（新入生379名）
- 1984年11月6日 - 開校式を挙行
- 1986年12月 - 校歌発表会。作詞は谷川俊太郎、作曲は小室等
- 1987年3月10日 - 第1回卒業式挙行（卒業生377名）
- 1993年11月2日 - 創立10周年記念式典を挙行
- 2003年11月27日 - 創立20周年記念式典を挙行、江崎玲於奈来校
- 2006年4月3日 - 本館1階に中等教育学校準備室を設置
- 2013年3月31日 - 茨城県立並木中等教育学校への完全移行に伴い閉校

## 教育方針
- あらゆる生命を尊び、他に尽くす心を養う

## 学校行事
- 5月　学級づくり合宿in鴨川(1年生)
- 6月　かえで祭（文化祭）
- 8月　ニュージーランド語学研修(4年生希望者)
- 9月  スポーツデイ(全学年)
- 10月 ウォークラリー（全学年1泊2日60キロ）
- 10月　学校公開
- 11月　海外修学旅行(5年生)
- 11月　修学旅行(平和研修3年生)
- 11月　ブリティッシュヒルズ語学研修(2年生)

## 生徒会活動・部活動など

### 生徒会
学園都市内の竹園高等学校および茗溪学園高等学校と三校交流を行っている（草創期から交流は続いている）。

### 運動部
- ラグビー部
- 硬式テニス部
- バレーボール部
- サッカー部
- バスケットボール部
- 卓球部
- ハンドボール部
- 水泳部
- 陸上競技部（インターハイ出場）
- 柔道部
- 軟式野球部
- 登山部
- 剣道部

### 文化部
- 美術部
- 吹奏楽部
- 写真部
- 茶道部
- 華道部
- 情報メディア研究部
- 囲碁・将棋部(全国大会出場)
- 演劇部
- 文芸部
- 弦楽アンサンブル部
- 鉄道研究部

### 同好会
- 料理研究同好会
- 英語同好会
- 放送同好会

### その他
- アメリカ・サンディエゴで行われた地理情報システム (GIS) の世界大会に出場
- DNA分析の手法による朝顔の色の研究で「日本学生科学賞」の茨城県議会議長賞を受賞
- 茨城県から高等学校学力向上推進事業の「大学進学ジャンプアップスクール」に指定（2004～2006年度）
- 茨城県から科学技術教育重点推進校事業の推進校に指定（2005～2007年度）

## 交通
- つくばエクスプレスつくば駅（つくばセンター）、常磐線土浦駅・荒川沖駅などからバス、「学園並木」下車徒歩1分。または「並木大橋」下車徒歩約3分。

## 著名な関係者

### 出身者
- 清水直子（ベルリン・フィルハーモニー管弦楽団首席ビオラ奏者）
- 黒田俊幸（ダブルブッキング お笑いタレント）